# Helmut Winter (Organist)
Helmut Winter (* 16. März 1926 in Siegen; † 2. Januar 1983 in Hamburg) war ein deutscher Organist und Organologe.

## Biografie
Winter war der Sohn eines Kaufmanns. Er besuchte die Grund- und Oberschule in Siegen, ab 1940 das Musische Gymnasium in Frankfurt am Main und ab 1943 die dortige Musikhochschule. Schon ab 1937 zeigte er als Chorsänger und Organistenvertreter seiner Heimatstadt Siegen Interesse an der Kirchenmusik. 1941 wurde er ständiger Vertreter des hauptamtlichen Organisten an der Johanniskirche in Frankfurt. Seit 1942 erhielt er seine weitere Ausbildung im Orgelspiel bei Helmut Walcha. 1944 wurde er in das Kirchenmusikalische Institut aufgenommen, beendete sein Studium aber wegen der Kriegsverhältnisse im März 1945 ohne Abschluss.
Schon seit 1. Oktober 1943 wirkte Winter als hauptamtlicher Organist an der Nikolaikirche in Siegen. In den 1950er Jahren wurden die Orgeln der Nikolaikirche und der Martinikirche nach seiner Disponierung durch die Firma Emanuel Kemper & Sohn (Lübeck) neu gebaut. Winter war auch Mitglied des kirchenmusikalischen Ausschusses der westfälischen Landeskirche, schied aber zum 30. September 1955 aus deren Dienst aus und war seither Organist und Orgelsachverständiger ohne feste Anstellung. Ab 1959 lebte er in Hamburg und war unter anderem als freier Mitarbeiter für den Norddeutschen Rundfunk tätig. Daneben machte er sich auch einen Namen als Herausgeber von Werken alter Musik. Im Verlag Sikorski (Hamburg) veröffentlichte er Kantaten von Pohle, Purcell, Keiser, Händel, Pez, Campra, Scarlatti, eine Passion von Telemann, die Orgelfantasien von Johann Adam Reincken und die Orgelkonzerte von Carl Philipp Emanuel Bach. 1966 wurde Winter mit dem Grand Prix du Disque der Académie Charles Cros in Paris ausgezeichnet.
Auf der Orgeltagung in Mainz griff Winter 1964 das Problem des zu niedrigen Winddrucks bei historischen Orgeln auf und gab den Anstoß zu einer Neubewertung und Änderung der bisher noch stark von der Orgelbewegung beeinflussten Restaurierungspraxis. Selbst leitete er in den Jahren 1965 bis 1967 die Restaurierung der Orgel von Altenbruch, eines der ältesten und wertvollsten Instrumente im Bereich der hannoverschen Landeskirche, und ließ insbesondere die nur wenige Jahre zuvor durch Paul Ott durchgeführten entstellenden Veränderungen revidieren. Auf der Altenbrucher Orgel spielte er auch mehrere Schallplatten ein.
Am 1. Mai 1969 wurde Winter zunächst auf Honorarbasis als Orgelsachverständiger der Evangelisch-lutherischen Landeskirche Hannovers angestellt und mit Wirkung vom 1. April 1970 in das Angestelltenverhältnis übernommen. Während bis dahin fast ausschließlich Barockorgeln als denkmalwert galten, sorgte er auch für die Unterschutzstellung von Orgeln des 19. Jahrhunderts und verhalf dem romantischen Orgelbau zu seiner fachlichen Anerkennung. Unter seine Ägide als landeskirchlicher Orgelsachverständiger fallen die Restaurierungen in Cadenberge (1970 durch Rudolf Janke), Cappel (1975–1977 durch Rudolf von Beckerath), SS. Cosmae et Damiani in Stade (1972–1975 durch Jürgen Ahrend) und Lüdingworth (1981/82 durch Jürgen Ahrend) sowie der Furtwängler-Orgel in Gronau (Leine) (1978–81 durch Gebr. Hillebrand). 1968 bildete er den für die Grundlagen der Restaurierungspraxis wegweisenden „Internationalen Arbeitskreis für Orgelfragen“ (Altenbrucher Kreis). Verdienste erwarb sich Winter auch durch seine akribische Erforschung und Dokumentation des niedersächsischen Orgelbaus.

## Schallplatten
- Nikolaus Bruhns. L'intégrale de l'oeuvre pour orgue (auf der Orgel in Altenbruch)

## Veröffentlichungen
- Die Huß-Orgel in Stade St. Cosmae. Hamburg 1979
- Die Schnitger-Orgel in Cappel. St. Petri und Pauli. Hamburg 1977
- Die Gloger-Orgel von 1744/45 in der Emmaus-Kirche zu Neuhaus an der Oste (Land Hadeln). o. O. 1973